# 306479 Tyburhoe
306479 Tyburhoe è un asteroide della fascia principale. Scoperto nel 1999, presenta un'orbita caratterizzata da un semiasse maggiore pari a 2,5208116 au e da un'eccentricità di 0,3501105, inclinata di 14,93364° rispetto all'eclittica.
L’asteroidie è dedicato al musicista A. Tyburhoe